# Umberto Vacondio
Umberto Vacondio (...) è un ex giocatore di curling italiano.

## Carriera agonistica

### Nazionale
Il suo esordio con la nazionale italiana junior di curling è stato il campionato mondiale junior del 1983, disputato a Medicine Hat, in Canada: in quell'occasione l'Italia si piazzò al decimo posto posto.
In totale Umberto vanta 9 presenze in azzurro.
CAMPIONATI
Nazionale junior: 9 partite
- Mondiale junior
  - 1983 Medicine Hat ( Canada) 10°

## Altro
Umberto è pittore e nipote della contessa Marta Marzotto. Nel 1999 viene arrestato nel Principato di Monaco per possesso di droga.